# آرال موریرا
آرال موریرا (به پرتغالی: Aral Moreira) یک منطقهٔ مسکونی در برزیل است که در ماتوگروسو جنوبی واقع شده‌است. آرال موریرا ۱٬۶۵۶ کیلومتر مربع مساحت و ۱۲٬۳۳۲ نفر جمعیت دارد.